# Scissurella regalis
Scissurella regalis is een slakkensoort uit de familie van de Scissurellidae. De wetenschappelijke naam van de soort is voor het eerst geldig gepubliceerd in 2012 door Geiger & B.A. Marshall.